# Pangwiduka
Cache Valley Shoshoni (Pangwiduka, u značenju 'fish eaters'), jedna od od četiri glavne skupine Sjeverozapadnih Šošona nekad raširena po jugoistočnom Idahu i sjevernom Utahu i glavnim stanište nedaleko od granice Wyominga. 
Kada su u dolinu Cache došli prvi mormonski doseljenici, Pangwiduke su se sastojali od dvije bande, jedna pod vodstvom poglavice Sanpits sa 124 člana, i druga koju je vodio Sagwich, sa 158 proipadnika.
Praktično su uništeni u Bici na Bear Riveru 29. siječnja 1863. koju je na čelu kalifornijski dragovoljaca predvodio pukovnik P. E. Connor. Prema danskom imigrantu Hansu Jaspersonu koji je nakon pokolja hodao među pobijenim Šošonima, izbrojao je 493 mrtva tijela.